# Liste der Baudenkmale in Selmsdorf
In der Liste der Baudenkmale in Selmsdorf sind alle denkmalgeschützten Bauten der mecklenburgischen Gemeinde Selmsdorf und ihrer Ortsteile aufgelistet. Grundlage ist die Veröffentlichung der Denkmalliste des Kreises Nordwestmecklenburg mit dem Stand vom 16. September 2020.

## Baudenkmale nach Ortsteilen

### Selmsdorf
| ID   | Lage                          | Bezeichnung   | Beschreibung | Bild           |
| ---- | ----------------------------- | ------------- | ------------ | -------------- |
| 1533 | Hinterstraße 15 (Karte)       | Kirche        |              | Weitere Bilder |
| 1375 | Dr.-Leber-Straße (Karte)      | Meilenstein   |              | Meilenstein    |
| 1376 | Straße der Freiheit           | Park/Friedhof |              |                |
| 1374 | Ernst-Thälmann-Straße 19      | Wasserpumpe   |              | Wasserpumpe    |
| 1378 | Hinterstraße 9,10             | Pfarrhaus     |              |                |
| 1379 | Lübecker Straße 35a-c (Karte) | Gasthaus      |              | Gasthaus       |
| 1377 | Neue Reihe (Karte)            | Friedhof      |              | Weitere Bilder |
| 1380 | Neue Reihe 31                 | Schule        |              | Schule         |

### Lauen
| ID  | Lage       | Bezeichnung | Beschreibung | Bild |
| --- | ---------- | ----------- | ------------ | ---- |
| 864 | Dorfstraße | Villa       |              |      |

### Sülsdorf
| ID   | Lage                | Bezeichnung            | Beschreibung | Bild           |
| ---- | ------------------- | ---------------------- | ------------ | -------------- |
| 1401 | Straße nach Teschow | Sühnekreuz             |              | Weitere Bilder |
| 1400 | Dorfstraße          | Transformatorenhaus    |              |                |
| 1634 | Dorfstraße 9        | Bauernhaus mit Scheune |              |                |
| 1398 | Dorfstraße 15       | Bauernhaus             |              |                |
| 1399 | Dorfstraße 16       | ehem. Schule           |              |                |
|      | Dorfstraße 22       | Bauernhof              |              |                |
| 1633 | Dorfstraße 7        | Bauernhaus             |              |                |

### Teschow
| ID   | Lage         | Bezeichnung    | Beschreibung | Bild |
| ---- | ------------ | -------------- | ------------ | ---- |
|      |              | Grenzturm B 11 |              |      |
| 1527 | Dorfstraße 7 | Wohnhaus       |              |      |

### Zarnewenz
| ID   | Lage              | Bezeichnung | Beschreibung | Bild |
| ---- | ----------------- | ----------- | ------------ | ---- |
| 1500 | Dorfstraße 21, 23 | Wohnhaus    |              |      |

## Ehemalige Denkmale

### Selmsdorf
| ID   | Lage               | Bezeichnung | Beschreibung | Bild |
| ---- | ------------------ | ----------- | ------------ | ---- |
| 1373 | Dr.-Leber-Straße 5 | Wohnhaus    |              |      |

## Quelle
- Denkmalliste des Landkreises Nordwestmecklenburg (Stand: 9. November 2023; PDF, 1,2 MByte)